# Gustave Pasquier
Gustave Pasquier, fue un ciclista francés, nacido el 7 de octubre de 1877 en Saulces-Monclin, Francia, siendo su data de defunción el 6 de abril de 1965 en Rethel, Francia. Participó en el primer Tour de Francia en 1903, quedando octavo clasificado a casi 11 horas y media del ganador Maurice Garin.

## Palmarés
1902
- 3.º Marsella-París

1903
- 3.º Burdeos-París

## Resultados en el Tour de Francia
Durante su carrera deportiva ha conseguido los siguientes puestos en el Tour de Francia:
| Carrera         | 1903 | 1904 | 1905 |
| --------------- | ---- | ---- | ---- |
| Tour de Francia | 8º   | -    | Ab.  |